# Frank Morey

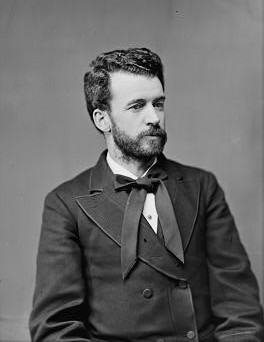
Frank Morey

Frank Morey (* 11. Juli 1840 in Boston, Massachusetts; † 22. September 1890 in Washington, D.C.) war ein US-amerikanischer Politiker. Zwischen 1869 und 1876 vertrat er den Bundesstaat Louisiana im US-Repräsentantenhaus.

## Werdegang
Frank Morey besuchte die öffentlichen Schulen seiner Heimat. Im Jahr 1857 zog er nach Illinois, wo er Jura studierte. Während des Bürgerkrieges war er Soldat im Heer der Union. Nach dem Krieg ließ er sich im Jahr 1866 in Louisiana nieder. Dort arbeitete er als Baumwollpflanzer und in der Versicherungsbranche. Politisch wurde Morey Mitglied der Republikanischen Partei. In den Jahren 1868 und 1869 saß er als Abgeordneter im Repräsentantenhaus von Louisiana. Damals war er auch mit der Überarbeitung der Gesetze des Staates Louisiana beauftragt. Im Jahr 1873 war er Vertreter seines Staates auf der Weltausstellung in Wien.
Bei den Kongresswahlen des Jahres 1868 wurde Morey im fünften Wahlbezirk von Louisiana in das US-Repräsentantenhaus in Washington gewählt, wo er am 4. März 1869 die Nachfolge von W. Jasper Blackburn antrat. Nach zwei Wiederwahlen konnte er bis zum 3. März 1875 drei Legislaturperioden im Kongress absolvieren. Morey wurde auch im Jahr 1874 bestätigt und trat am 4. März 1875 eine weitere Legislaturperiode an. Diese Wahl wurde aber von William B. Spencer von der Demokratischen Partei angefochten. Nachdem diesem Einspruch stattgegeben wurde, musste Frank Morey am 8. Juni 1876 sein Mandat an Spencer abtreten. Während seiner Zeit im Kongress wurde dort im Jahr 1870 der 15. Verfassungszusatz verabschiedet.
Nach seiner Zeit im US-Repräsentantenhaus blieb Frank Morey in der Bundeshauptstadt Washington ansässig. Dort ist er am 22. September 1890 auch verstorben. Er wurde auf dem Kongressfriedhof beigesetzt.